# Puck (Pologne)
Pour les articles homonymes, voir Puck.
Puck (API : [put͡sk]  ; en cachoube : Pùck ; en allemand : Putzig ; en letton : Pucka) est une ville sur la côte sud de la Baltique appartenant à une agglomération métropolitaine appelée Tricité (Gdańsk, Gdynia, Tczew, Wejherowo, Reda, Rumia, Sopot et Puck).
Puck est situé dans la région orientale de la Poméranie, dans le nord-ouest de la Pologne.
Le 20 février 1920 y fut célébrée la première cérémonie du mariage de la Pologne à la Mer Baltique, symbolisant l'accès retrouvé de la Pologne à la Mer Baltique, perdu après les différentes partitions de la Pologne (après 1793).
La ville, dotée d'une base aérienne utilisée par l'armée polonaise, fut bombardée par l'aviation nazie à 5 h 20, heure de Pologne, le vendredi 1er septembre 1939. Intégrée au Reichsgau de Dantzig-Prusse Occidentale par le décret du 8 octobre 1939, la ville est libérée par l'Armée rouge le 12 mars 1945 lors des opérations lancées par les Soviétiques afin de conquérir les ports de Dantzig et de Gotenhafen
Jusqu'en 1999, elle faisait partie de la voïvodie de Gdańsk.
Puck est surtout une station balnéaire et un lieu de cure. Sa jetée de bois, appelée Molo, est la plus longue d’Europe (200 m) ; on y a une vue sur le Golfe de Puck.

## Histoire

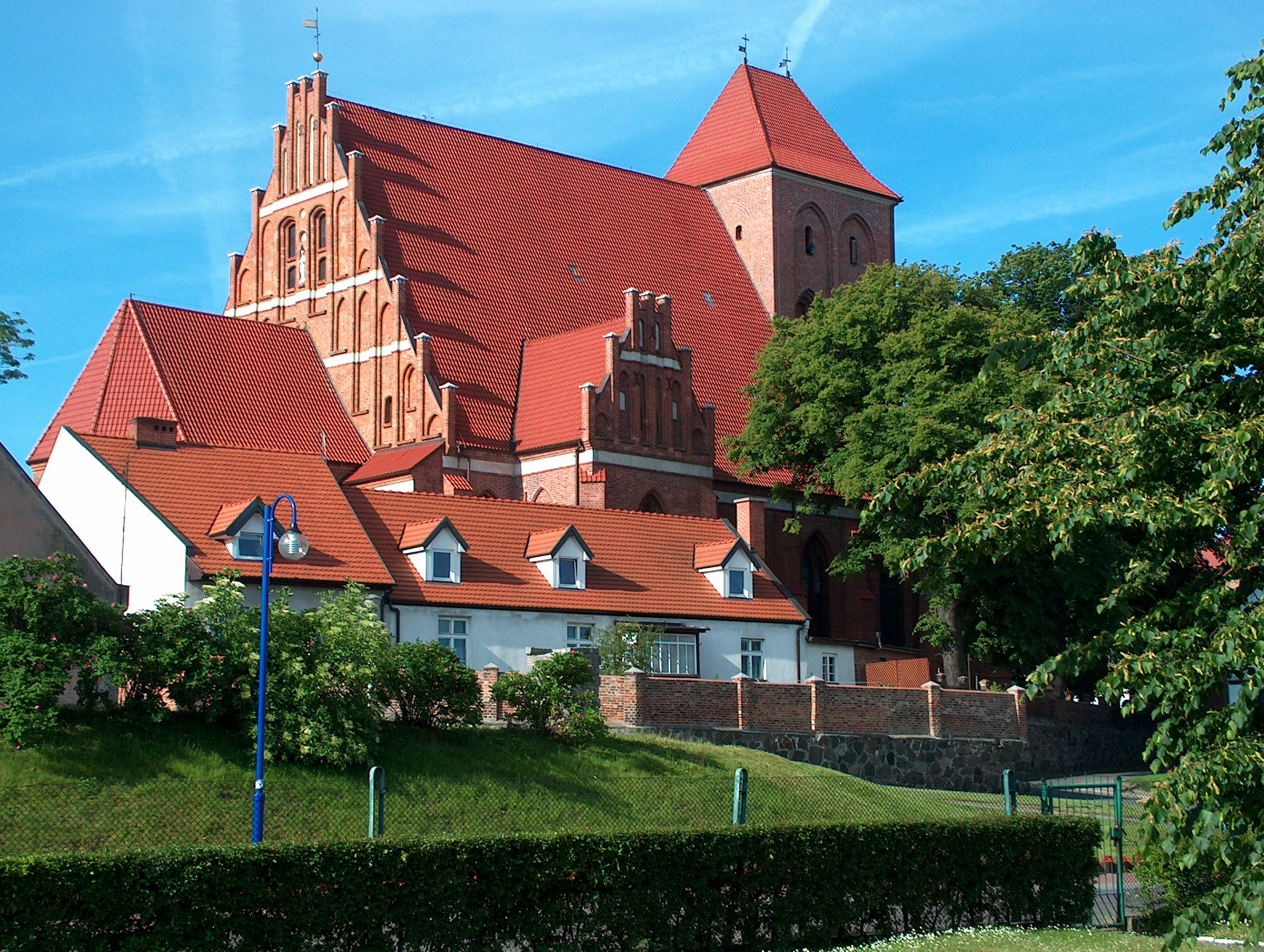
Église gothique des Saints Pierre et Paul du XIIIe siècle

La place devient un marché et un port maritime dès le VIIe siècle. Le nom, comme cela était courant au Moyen Âge, fut orthographié différemment : Putzc dans un document de 1277 ; Pusecz en 1277 ; Puczse et Putsk en 1288 ; Pucz en 1289.  Puck fait partie de la Pologne et, en 1309, elle est annexé par l'ordre Teutonique. Puck obtient le statut de ville en 1348. Le premier hôpital de la ville est fondé au XIVe siècle. À la fin du XIVe siècle ou au début du XVe siècle, un château est construit.
En 1440, la ville rejoignit la Ligue de Prusse, qui s'opposa à la domination teutonique, et à la demande de laquelle le roi Casimir IV Jagellon réincorpora le territoire au royaume de Pologne, en 1454. Les chevaliers teutoniques renoncèrent à toute réclamation dans un traité de paix en 1466. Ce fut le siège de l'administration locale du comté (Staroste), dans la voïvodie de Poméranie, dans la province de Prusse royale, dans la  province de la Grande Pologne. Les starostes résidaient dans le château, qui fut ensuite agrandi et qui abrita également l'arsenal.
Les rois polonais essayèrent de créer une flotte à Dantzig, mais la Dantzig hanséatique autonome ne leur permit pas d'entrer sur leur territoire. Les navires affrétés par la Pologne devaient atterrir à Pautzke (Puck) en 1567. La Pologne essaya d'établir une marine polonaise, gagnant l'utilisation de certains ports en Livonie et en Finlande, mais une marine permanente ne se matérialisa jamais Le roi de Sigismond III Vasa tenta également d'établir une flotte dans ses tentatives d'arracher la couronne de Suède au roi Gustave Adolphe de Suède, mais les tentatives de Sigismund furent anéanties en 1628[réf. nécessaire]. En 1655-1656, Puck fut défendu avec succès pendant un siège suédois au moment de l'invasion suédoise de la Pologne,. La ville, y compris le château, furent épargnés de graves dommages, cependant, l'hôpital fut détruit. Le roi polonais Jean III Sobieski finança la construction d'un nouvel hôpital, achevé en 1681.

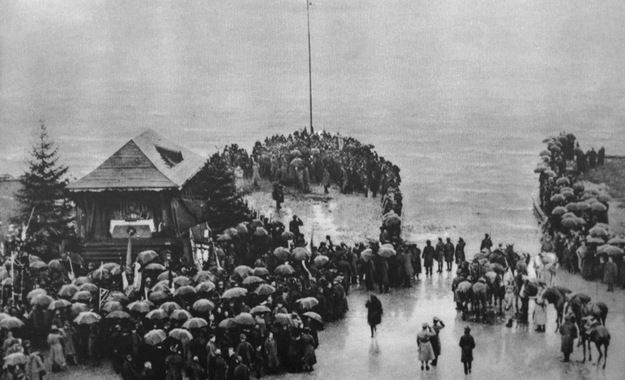
Mariage de la Pologne à la mer Baltique à Puck en 1920

En 1772, lors du premier partage de la Pologne, la ville fut annexée par le royaume de Prusse et en 1773 devint une partie de la province nouvellement établie de Prusse occidentale. L'administration prussienne démantela le château et les vestiges des remparts médiévaux. La ville, sous le nom de Putzig, devint une partie de l'Allemagne en 1871, et en 1913, elle devint la garnison des premiers avions de l'aviation navale allemande. Après la Première Guerre mondiale, la Pologne retrouva son indépendance et Puck fut affecté à la Deuxième République polonaise par le traité de Versailles. En 1920, la Pologne célébra le mariage de la Pologne à la mer à Puck. La première véritable marine polonaise fut fondée à la fin de la Première Guerre mondiale en 1918 avec une certaine participation française et britannique. Puck demeura le seul port polonais jusqu'à la construction de Gdynia dans les années 1920 et servit de port principal de la marine polonaise jusqu'à la Seconde Guerre mondiale.

### La Seconde Guerre mondiale
Puck fut bombardé par l'Allemagne nazie à 5 h 20, heure polonaise, le vendredi 1er septembre, connu par la suite sous le nom de Vendredi gris, premier jour de l'invasion de la Pologne, qui a déclenché la Seconde Guerre mondiale. Les bombardiers de la Luftwaffe larguèrent un projectile sur la ville, qui avait également une base aérienne pour le Naval Air Squadron ; infligeant des dommages importants aux unités de l'armée de l'air polonaise qui y sont stationnées.

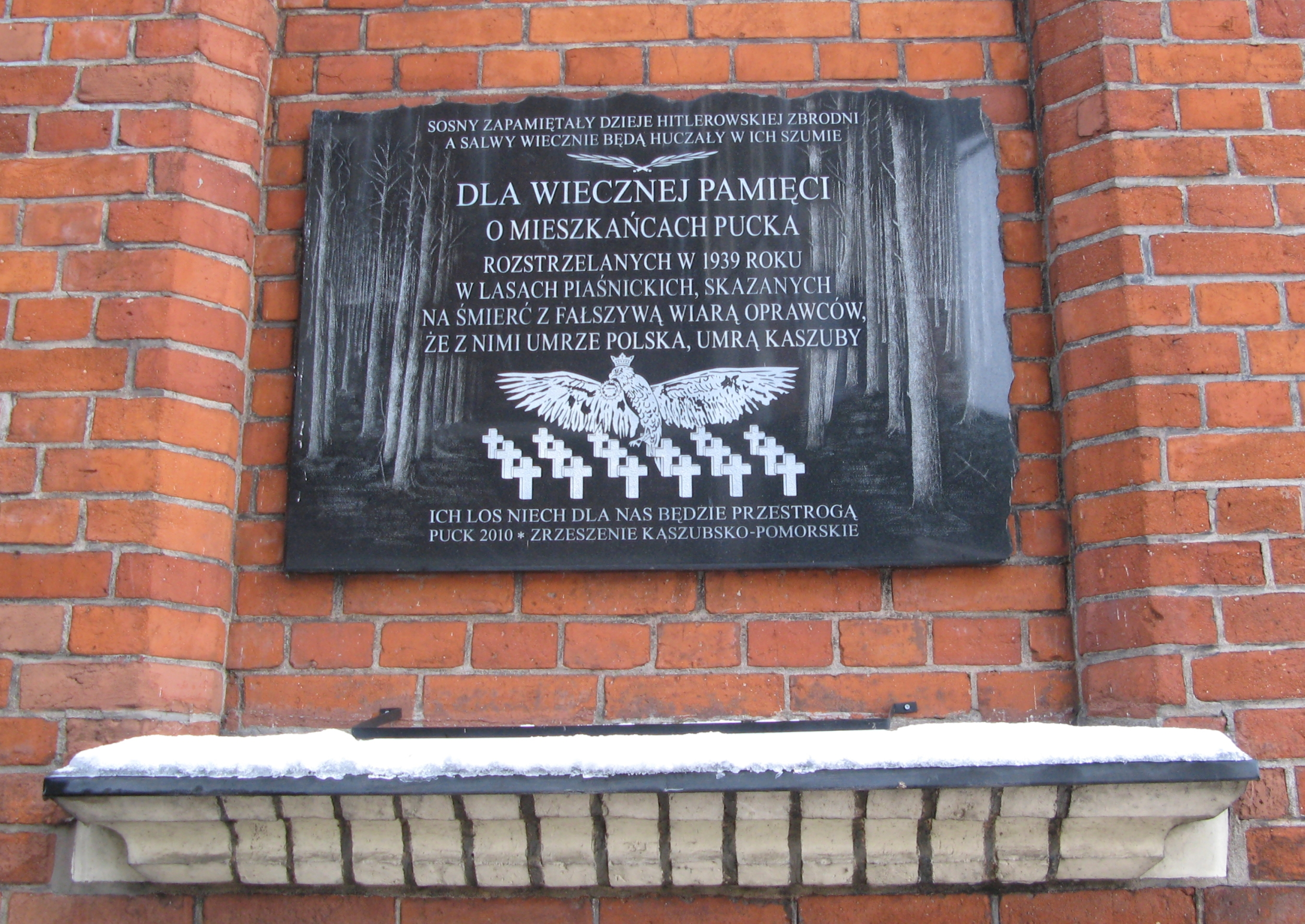
Plaque commémorative à l'hôtel de ville dédiée aux habitants de Puck assassinés par les Allemands lors du massacre de Piasnica en 1939

Pendant l'occupation allemande quisuivit, de nombreux Polonais de la région, compris des fonctionnaires, des marchands, des directeurs, des enseignants, des juges, des prêtres, des notaires, des cheminots, des pharmaciens, des forgerons, des techniciens, des postiers et des agriculteurs, furent emprisonnés à Puck, puis assassinés dans les massacres de Piaśnica  dans le cadre de l'Intelligenzaktion. En novembre 1939, les SS expulsèrent les familles des Polonais qui furent soit assassinés dans les massacres, soit déportés vers les camps de concentration nazis.
Dans le bâtiment de la brasserie locale en 1940, les Allemands créèrent un camp de transit, dans lequel la sélection raciale des habitants polonais expulsés de la région fut effectuée (voir: Politique raciale de l'Allemagne nazie ). Ceux considérés comme ayant une « valeur raciale » furent déportés vers les camps de germanisation et les camps de travail en Allemagne, et les autres furent expulsés vers le gouvernement général. Les Polonais expulsés de Gmina Dziemiany furent utilisés aux travaux forcés dans l'usine locale.
Les Allemands exploitèrent une succursale du camp de concentration du Stutthof à Puck dans les années 1941 à 1944. Après la guerre, en 1945, Puck fit à nouveau partie de la république de Pologne .